# Angioespasme
L'angioespasme o vasoespasme és un trastorn vascular funcional. El terme es refereix a una contracció espasmòdica de la túnica muscular vasos sanguinis durant la vasoconstricció.
Dita contracció pot causar rampes i claudicació intermitent de les extremitats. Pot produir, si és sostingut en el temps, un augment de la tensió arterial i fins i tot arribar a conduir a una isquèmia tissular produint la seva necrosi.
El vasoespasme cerebral pot sorgir en el context d'una hemorràgia subaracnoidal.
El Conjunt d'accidents determinats per l'angioespasme és denominat síndrome angioespasmòdica.